# Mistrzostwa Świata w Hokeju na Lodzie 2002 (elita)
Mistrzostwa Świata w Hokeju na Lodzie 2002 Elity – 66. edycja mistrzostw świata w hokeju na lodzie mężczyzn, po raz 2. przeprowadzona pod nazwą „Mistrzostw Świata Elity” (do 2000 r. obowiązywała nazwa „Mistrzostwa Świata Grupy A”), zorganizowana przez IIHF w dniach 26 kwietnia–11 maja 2002 w Szwecji (po raz dziewiąty w historii) dla 16 najlepszych reprezentacji globu o tytuł mistrza świata.

## Turniej kwalifikacyjny
Turniej kwalifikacyjny Dalekiego Wschodu odbył się w dniach 15–17 października 2001 w chińskim Harbin.
Tabela
| Lp. | Zespół           | M | Z | R | P | G+ | G- | +/- | Pkt |
| --- | ---------------- | - | - | - | - | -- | -- | --- | --- |
| 1.  | Japonia          | 2 | 1 | 1 | 0 | 4  | 2  | +2  | 3   |
| 2.  | Korea Południowa | 2 | 0 | 2 | 0 | 1  | 1  | 0   | 2   |
| 3.  | Chiny            | 2 | 0 | 1 | 1 | 1  | 3  | –2  | 1   |

      = awans
Wyniki
| 15 października 2001 | Korea Południowa | 1:1 | Japonia | Harbin |

| Godzina: 19:00 | Kim Te-Wan 36:26 | (0:0, 1:1, 0:0) | 25:36 Murakami (Saito, Kawaguchi) |  |
| Godzina: 19:00 | 8 min. kar       |                 | 3 min. kar                        |  |

| 16 października 2001 | Japonia | 3:1 | Chiny | Harbin |

| Godzina: 19:00 | Murakami (Daikawa) 07:49 Isojima (Kawaguchi) 32:43 Fujita(Daikawa) 49:32 | (1:1, 1:0, 1:0) | 10:33 Hu Jiang (Liu Wen, Chen Guanghua) |  |
| Godzina: 19:00 | 9 min. kar                                                               |                 | 11 min. kar                             |  |

| 17 października 2001 | Chiny | 0:0 | Korea Południowa | Harbin |

| Godzina: 19:00 |  |            |
| 4 min. kar     |  | 6 min. kar |

## Obiekty
| GöteborgJönköpingKarlstad | Göteborg          | Jönköping       | Karlstad            |
| GöteborgJönköpingKarlstad | Scandinavium      | Kinnarps Arena  | Löfbergs Lila Arena |
| GöteborgJönköpingKarlstad | Pojemność: 12 044 | Pojemność: 6236 | Pojemność: 8647     |
| GöteborgJönköpingKarlstad |                   |                 |                     |

## Uczestnicy
W turnieju elity uczestniczyło 16 reprezentacji – 13 z Europy, 2 z Ameryki Północnej i 1 z Azji.
| Europa - Austria* - Czechy* - Finlandia* - Łotwa* - Niemcy* - Polska - Rosja* - Słowacja* - Słowenia |  | - Szwajcaria* - Szwecja* - Ukraina* - Włochy* Ameryka Północna - Kanada* - Stany Zjednoczone* Azja - Japonia* |

* = Reprezentacje, które wystąpiły na mistrzostwach świata 2001 Elity

## Pierwsza faza grupowa

### Grupa A
Tabela
| Lp. | Zespół     | M | Z | R | P | G+ | G- | +/- | Pkt |
| --- | ---------- | - | - | - | - | -- | -- | --- | --- |
| 1.  | Czechy     | 3 | 3 | 0 | 0 | 17 | 8  | +9  | 6   |
| 2.  | Niemcy     | 3 | 2 | 0 | 1 | 17 | 9  | +8  | 4   |
| 3.  | Szwajcaria | 3 | 1 | 0 | 2 | 5  | 9  | −4  | 2   |
| 4.  | Japonia    | 3 | 0 | 0 | 3 | 6  | 19 | −13 | 0   |

Wyniki
| 26 kwietnia 2002 | Niemcy | 9:2 | Japonia | Kinnarps Arena, Jönköping |

| Szczegóły      | Szczegóły | Szczegóły       | Szczegóły                        | Szczegóły                                                                 |
| -------------- | --- | --------------- | -------------------------------- | ------------------------------------------------------------------------- |
| Godzina: 15:15 | Morczinietz (Soccio, Ehrhoff) 04:36 Seidenberg (Abstreiter, Kreutzer) 08:03 Blank (Lewandowski, Hynes) 22:54 Ustorf 23:54 Soccio (Benda, Morczinietz) 31:13 Blank 31:47 Kathan (Reichel) 37:14 Morczinietz (Benda) 48:42 Kathan (Soccio, Ehrhoff) 52:37 | (2:0, 5:2, 2:0) | 25:48 Yule (Yahata) 30:58 Suzuki | Widzów: 2 374 Sędzia główny: Larking Sędziowie liniowi: Biriukow, Popovič |
| Godzina: 15:15 | 7 min. kar |                 | 12 min. kar                      | Widzów: 2 374 Sędzia główny: Larking Sędziowie liniowi: Biriukow, Popovič |

| 26 kwietnia 2002 | Szwajcaria | 0:5 | Czechy | Kinnarps Arena, Jönköping |

| Szczegóły      | Szczegóły  | Szczegóły       | Szczegóły | Szczegóły                                                                    |
| -------------- | ---------- | --------------- | --- | ---------------------------------------------------------------------------- |
| Godzina: 20:03 |            | (0:1, 0:3, 0:1) | 06:56 Kaberle (Procházka, Patera) 34:15 Ujčík (Kubina, Vlasák) 36:54 Ujčík (Čajánek, Vlasák) 38:32 Hlinka (Špaček, Jágr) 52:42 Procházka (Kubina) | Widzów: 4 500 Sędzia główny: Hutchinson Sędziowie liniowi: Makarow, Svensson |
| Godzina: 20:03 | 3 min. kar |                 | 4 min. kar | Widzów: 4 500 Sędzia główny: Hutchinson Sędziowie liniowi: Makarow, Svensson |

| 28 kwietnia 2002 | Niemcy | 3:0 | Szwajcaria | Kinnarps Arena, Jönköping |

| Szczegóły      | Szczegóły                                                                 | Szczegóły       | Szczegóły  | Szczegóły                                                                  |
| -------------- | ------------------------------------------------------------------------- | --------------- | ---------- | -------------------------------------------------------------------------- |
| Godzina: 15:15 | Kreutzer (Seidenberg, Ustorf) 09:30 Ustorf (Kreutzer) 20:22 Rumrich 40:26 | (1:0, 1:0, 1:0) |            | Widzów: 3 148 Sędzia główny: Lepaus Sędziowie liniowi: Popovič, Staniforth |
| Godzina: 15:15 | 6 min. kar                                                                |                 | 6 min. kar | Widzów: 3 148 Sędzia główny: Lepaus Sędziowie liniowi: Popovič, Staniforth |

| 28 kwietnia 2002 | Czechy | 5:3 | Japonia | Kinnarps Arena, Jönköping |

| Szczegóły      | Szczegóły | Szczegóły       | Szczegóły                                                             | Szczegóły                                                                    |
| -------------- | --- | --------------- | --------------------------------------------------------------------- | ---------------------------------------------------------------------------- |
| Godzina: 19:00 | Kubina (Vlasák) 22:16 Vlasák (Čajánek) 25:33 Jágr (Hlinka) 32:19 Špaček (Jágr) 50:41 Jágr (Hrdina, Hlinka) 54:43 | (0:1, 3:1, 2:1) | 01:08 Kuwabara (Kawaguchi) 31:35 Yule (Fujita) 41:51 Kabayama (Iwata) | Widzów: 3 380 Sędzia główny: Karabanow Sędziowie liniowi: Biriukow, Svensson |
| Godzina: 19:00 | 5 min. kar |                 | 2 min. kar                                                            | Widzów: 3 380 Sędzia główny: Karabanow Sędziowie liniowi: Biriukow, Svensson |

| 29 kwietnia 2002 | Japonia | 1:5 | Szwajcaria | Kinnarps Arena, Jönköping |

| Szczegóły      | Szczegóły                   | Szczegóły       | Szczegóły | Szczegóły                                                                  |
| -------------- | --------------------------- | --------------- | --- | -------------------------------------------------------------------------- |
| Godzina: 16:00 | M. Itō (Yule, Fujita) 10:46 | (1:1, 0:4, 0:0) | 18:30 Aeschlimann (Crameri, Baldi) 21:15 Wischer (Reichert, Hirschi) 24:07 Plüss (Streit, Vauclair) 31:57 Aeschlimann (k.) 37:58 Steinegger | Widzów: 3 121 Sędzia główny: Mariconda Sędziowie liniowi: Makarow, Popovič |
| Godzina: 16:00 | 1 min. kar                  |                 | 4 min. kar | Widzów: 3 121 Sędzia główny: Mariconda Sędziowie liniowi: Makarow, Popovič |

| 29 kwietnia 2002 | Czechy | 7:5 | Niemcy | Kinnarps Arena, Jönköping |

| Szczegóły      | Szczegóły | Szczegóły       | Szczegóły | Szczegóły                                                                       |
| -------------- | --- | --------------- | --- | ------------------------------------------------------------------------------- |
| Godzina: 15:15 | Vlasák (Klesla, Ujčík) 09:10 Kubina (Jágr, Hlinka) 14:02 Sedlák (Klesla, Výborný) 29:26 Vlasák (Čajánek, Sýkora) 38:50 Čajánek (Kuba) 47:25 Procházka (Výborný, Broš) 55:15 Výborný 59:42 | (2:1, 2:0, 3:2) | 08:03 Goldmann 37:36 Schubert (Abstreiter, Ustorf) 37:58 Soccio (Kathan) 49:54 Ehrhoff 59:07 Hynes (Seidenberg, Benda) | Widzów: 4 732 Sędzia główny: Hutchinson Sędziowie liniowi: Biriukow, Staniforth |
| Godzina: 15:15 | 7 min. kar |                 | 6 min. kar | Widzów: 4 732 Sędzia główny: Hutchinson Sędziowie liniowi: Biriukow, Staniforth |

### Grupa B
Tabela
| Lp. | Zespół    | M | Z | R | P | G+ | G- | +/- | Pkt |
| --- | --------- | - | - | - | - | -- | -- | --- | --- |
| 1.  | Finlandia | 3 | 3 | 0 | 0 | 14 | 1  | +13 | 6   |
| 2.  | Słowacja  | 3 | 2 | 0 | 1 | 13 | 7  | +6  | 4   |
| 3.  | Ukraina   | 3 | 1 | 0 | 2 | 7  | 8  | −1  | 2   |
| 4.  | Polska    | 3 | 0 | 0 | 3 | 0  | 18 | −18 | 0   |

      = awans do drugiej fazy pucharowej
      = faza o utrzymanie
Wyniki
| 27 kwietnia 2002 | Słowacja | 7:0 | Polska | Scandinavium, Göteborg |

| Szczegóły      | Szczegóły | Szczegóły       | Szczegóły  | Szczegóły                                                                  |
| -------------- | --- | --------------- | ---------- | -------------------------------------------------------------------------- |
| Godzina: 15:15 | Bondra (Šatan, Bartečko) 03:38 Országh (Lintner) 12:25 Tomík 39:19 Bartečko (Šatan, Bača 44:25 Lintner (Šatan, Bartečko) 47:09 Pavlikovský (Bondra) 56:43 Petrovický (Pavlikovský, Milo) 58:10 | (2:0, 1:0, 4:0) |            | Widzów: 2 839 Sędzia główny: Karabanow Sędziowie liniowi: Barvíř, Kronborg |
| Godzina: 15:15 | 8 min. kar |                 | 8 min. kar | Widzów: 2 839 Sędzia główny: Karabanow Sędziowie liniowi: Barvíř, Kronborg |

| 27 kwietnia 2002 | Ukraina | 0:3 | Finlandia | Scandinavium, Göteborg |

| Szczegóły      | Szczegóły   | Szczegóły       | Szczegóły                                                                    | Szczegóły                                                                    |
| -------------- | ----------- | --------------- | ---------------------------------------------------------------------------- | ---------------------------------------------------------------------------- |
| Godzina: 15:15 |             | (0:1, 0:1, 0:1) | 01:58 Karalahti (Miettinen) 34:49 Tuulola (Pärssinen) 51:40 Aalto (Rintanen) | Widzów: 3 118 Sędzia główny: Lichtnecker Sędziowie liniowi: Brodnicki, Linke |
| Godzina: 15:15 | 11 min. kar |                 | 5 min. kar                                                                   | Widzów: 3 118 Sędzia główny: Lichtnecker Sędziowie liniowi: Brodnicki, Linke |

| 29 kwietnia 2002 | Słowacja | 5:4 | Ukraina | Scandinavium, Göteborg |

| Szczegóły      | Szczegóły | Szczegóły       | Szczegóły | Szczegóły                                                                   |
| -------------- | --- | --------------- | --- | --------------------------------------------------------------------------- |
| Godzina: 16:00 | Tomík (Somík, Šatan) 04:21 Hlinka (Somík) 13:55 Čierny (Hlinka, Petrovický) 31:37 Lintner (Pavlikovský) 32:30 Lintner (Šatan) 56:50 | (2:1, 2:2, 1:1) | 03:05 Procenko (Kłymentjew) 20:50 Salnykow (Chrystycz, Tymczenko) 26:54 Bobrownikow (Ziniewicz) 48:13 Cyrul (Tolkunov, Procenko) | Widzów: 2 315 Sędzia główny: Johnsen Sędziowie liniowi: Kronborg, Brodnicki |
| Godzina: 16:00 | 7 min. kar |                 | 9 min. kar | Widzów: 2 315 Sędzia główny: Johnsen Sędziowie liniowi: Kronborg, Brodnicki |

| 29 kwietnia 2002 | Finlandia | 8:0 | Polska | Scandinavium, Göteborg |

| Szczegóły      | Szczegóły | Szczegóły       | Szczegóły  | Szczegóły                                                                 |
| -------------- | --- | --------------- | ---------- | ------------------------------------------------------------------------- |
| Godzina: 20:00 | Hagman (Niinimaa) 02:44 Koivisto 04:27 Kallio (Hagman, Koivisto) 10:06 Ojanen (Lydman, Viitakoski) 21:45 Pärssinen (Miettinen, Kapanen) 28:52 Pärssinen (Miettinen, Kapanen) 40:50 Miettinen (Pärssinen, Kapanen) 44:05 Pärssinen (Kapanen, Karalahti) 50:27 | (3:0, 2:0, 3:0) |            | Widzów: 2 690 Sędzia główny: Šindler Sędziowie liniowi: Carpentier, Linke |
| Godzina: 20:00 | 4 min. kar |                 | 9 min. kar | Widzów: 2 690 Sędzia główny: Šindler Sędziowie liniowi: Carpentier, Linke |

| 30 kwietnia 2002 | Finlandia | 3:1 | Słowacja | Scandinavium, Göteborg |

| Szczegóły      | Szczegóły                                                                                   | Szczegóły       | Szczegóły           | Szczegóły                                                                  |
| -------------- | ------------------------------------------------------------------------------------------- | --------------- | ------------------- | -------------------------------------------------------------------------- |
| Godzina: 16:00 | Miettinen (Pärssinen) 01:35 Kallio (Niinimaa, Kapanen) 13:51 Hagman (Jokinen, Kallio) 36:54 | (2:0, 1:0, 0:1) | 44:28 Milo (Pucher) | Widzów: 9 018 Sędzia główny: Mariconda Sędziowie liniowi: Barvíř, Kronborg |
| Godzina: 16:00 | 8 min. kar                                                                                  |                 | 10 min. kar         | Widzów: 9 018 Sędzia główny: Mariconda Sędziowie liniowi: Barvíř, Kronborg |

| 30 kwietnia 2002 | Ukraina | 3:0 | Polska | Kinnarps Arena, Jönköping |

| Szczegóły      | Szczegóły                                                                                          | Szczegóły       | Szczegóły  | Szczegóły                                                                     |
| -------------- | -------------------------------------------------------------------------------------------------- | --------------- | ---------- | ----------------------------------------------------------------------------- |
| Godzina: 20:00 | Szachrajczuk (Sawienko, Kłymentjew) 04:45 Szachrajczuk 41:54 Salnykow (Ziniewicz, Chrystycz) 59:13 | (1:0, 0:0, 2:0) |            | Widzów: 1 828 Sędzia główny: Lichtnecker Sędziowie liniowi: Makarow, Svensson |
| Godzina: 20:00 | 6 min. kar                                                                                         |                 | 7 min. kar | Widzów: 1 828 Sędzia główny: Lichtnecker Sędziowie liniowi: Makarow, Svensson |

### Grupa C
Tabela
| Lp. | Zespół   | M | Z | R | P | G+ | G- | +/- | Pkt |
| --- | -------- | - | - | - | - | -- | -- | --- | --- |
| 1.  | Szwecja  | 3 | 3 | 0 | 0 | 15 | 5  | +10 | 6   |
| 2.  | Rosja    | 3 | 2 | 0 | 1 | 14 | 6  | +8  | 4   |
| 3.  | Austria  | 3 | 1 | 0 | 2 | 11 | 14 | −3  | 2   |
| 4.  | Słowenia | 3 | 0 | 0 | 3 | 6  | 21 | −15 | 0   |

      = awans do drugiej fazy pucharowej
      = faza o utrzymanie
Wyniki
| 26 kwietnia 2002 | Rosja | 8:1 | Słowenia | Scandinavium, Göteborg |

| Szczegóły      | Szczegóły | Szczegóły       | Szczegóły               | Szczegóły                                                                      |
| -------------- | --- | --------------- | ----------------------- | ------------------------------------------------------------------------------ |
| Godzina: 16:00 | Bucajew (Kowalenko) 14:28 Tkaczenko (Riabykin) 15:07 Tkaczenko (Prokopjew) 18:11 Bykow (Riabykin) 21:30 Tkaczenko 27:20 Afinogienow 46:06 Koznow (Tkaczenko, Antipow) 46:33 Gusmanow (Bucajew) 55:05 | (3:0, 2:1, 3:0) | 32:59 Rodman (Zupančič) | Widzów: 7 873 Sędzia główny: Pakaslahti Sędziowie liniowi: Carpentier, Redding |
| Godzina: 16:00 | 5 min. kar |                 | 7 min. kar              | Widzów: 7 873 Sędzia główny: Pakaslahti Sędziowie liniowi: Carpentier, Redding |

| 26 kwietnia 2002 | Austria | 3:5 | Szwecja | Scandinavium, Göteborg |

| Szczegóły      | Szczegóły                                                                 | Szczegóły       | Szczegóły | Szczegóły                                                                  |
| -------------- | ------------------------------------------------------------------------- | --------------- | --- | -------------------------------------------------------------------------- |
| Godzina: 20:15 | R. Lukas (P. Lukas) 15:23 Trattnig (Kaspitz) 44:15 Lavoie (Kaspitz) 59:25 | (1:3, 0:1, 2:1) | 02:06 Andersson (Huselius) 06:25 Magnus Johansson (Johnson, Huselius) 13:49 Weinhandl (Zetterberg, Mathias Johansson) 32:00 Jönsson (A. Johansson) 52:28 Tjärnqvist (Weinhandl, Zetterberg) | Widzów: 8 243 Sędzia główny: Mariconda Sędziowie liniowi: Brodnicki, Linke |
| Godzina: 20:15 | 7 min. kar                                                                |                 | 2 min. kar | Widzów: 8 243 Sędzia główny: Mariconda Sędziowie liniowi: Brodnicki, Linke |

| 28 kwietnia 2002 | Rosja | 6:3 | Austria | Scandinavium, Göteborg |

| Szczegóły      | Szczegóły | Szczegóły       | Szczegóły                                                                | Szczegóły                                                                |
| -------------- | --- | --------------- | ------------------------------------------------------------------------ | ------------------------------------------------------------------------ |
| Godzina: 15:15 | Gusmanow (Laszenko) 04:37 Zatonski (Suszynski) 06:56<br<Afinogienow (Laszenko) 07:26 Bykow 21:07 Prokopjew (Suszynski) 21:28 Karpow (Żukow, Kowalenko) 35:14 | (3:0, 3:2, 0:1) | 23:36 R. Lukas (Pöck) 26:11 Kalt (Unterluggauer) 44:16 Lakos (Setzinger) | Widzów: 7 908 Sędzia główny: Johnsen Sędziowie liniowi: Kronborg, Barvíř |
| Godzina: 15:15 | 12 min. kar |                 | 11 min. kar                                                              | Widzów: 7 908 Sędzia główny: Johnsen Sędziowie liniowi: Kronborg, Barvíř |

| 28 kwietnia 2002 | Szwecja | 8:2 | Słowenia | Scandinavium, Göteborg |

| Szczegóły      | Szczegóły | Szczegóły       | Szczegóły                                            | Szczegóły                                                                       |
| -------------- | --- | --------------- | ---------------------------------------------------- | ------------------------------------------------------------------------------- |
| Godzina: 19:00 | Hedin (Jönsson) 12:03 Huselius 20:39 Dahlén 20:55 Tjärnqvist (Nylander) 27:23 Dahlén (Hedin) 30:25 T. Johansson (Tjärnqvist, Nylander) 41:59 Rhodin (Weinhandl) 48:24 Huselius (Nylander) 56:09 | (1:1, 4:0, 3:1) | 01:45 Rodman (Vnuk) 47:09 Tišlar (Zupančič, Kontrec) | Widzów: 8 356 Sędzia główny: Lichtnecker Sędziowie liniowi: Carpentier, Redding |
| Godzina: 19:00 | 2 min. kar |                 | 8 min. kar                                           | Widzów: 8 356 Sędzia główny: Lichtnecker Sędziowie liniowi: Carpentier, Redding |

| 30 kwietnia 2002 | Słowenia | 3:5 | Austria | Kinnarps Arena, Jönköping |

| Szczegóły      | Szczegóły                                                                | Szczegóły       | Szczegóły | Szczegóły                                                                       |
| -------------- | ------------------------------------------------------------------------ | --------------- | --- | ------------------------------------------------------------------------------- |
| Godzina: 16:00 | Razingar (Vnuk, Beribak) 05:50 Rožič 16:06 Rodman (Vnuk, Razingar) 36:29 | (2:1, 1:0, 0:4) | 04:10 Lukas (Lavoie) 49:30 Unterluggauer (Hohenberger, Kalt) 55:39 Brandner (Lakos) 56:56 Kalt (Brandner, Lakos) 59:10 Kalt (Brandner, Lavoie) | Widzów: 1 913 Sędzia główny: Hutchinson Sędziowie liniowi: Biriukow, Staniforth |
| Godzina: 16:00 | 6 min. kar                                                               |                 | 8 min. kar | Widzów: 1 913 Sędzia główny: Hutchinson Sędziowie liniowi: Biriukow, Staniforth |

| 30 kwietnia 2002 | Szwecja | 2:0 | Rosja | Scandinavium, Göteborg |

| Szczegóły      | Szczegóły                                  | Szczegóły       | Szczegóły  | Szczegóły                                                                    |
| -------------- | ------------------------------------------ | --------------- | ---------- | ---------------------------------------------------------------------------- |
| Godzina: 20:00 | Dahlén (A. Johansson) 05:43 Nylander 58:11 | (1:0, 0:0, 1:0) |            | Widzów: 11 102 Sędzia główny: Šindler Sędziowie liniowi: Carpentier, Redding |
| Godzina: 20:00 | 5 min. kar                                 |                 | 2 min. kar | Widzów: 11 102 Sędzia główny: Šindler Sędziowie liniowi: Carpentier, Redding |

### Grupa D
Tabela
| Lp. | Zespół            | M | Z | R | P | G+ | G- | +/- | Pkt |
| --- | ----------------- | - | - | - | - | -- | -- | --- | --- |
| 1.  | Kanada            | 3 | 3 | 0 | 0 | 11 | 2  | +9  | 6   |
| 2.  | Stany Zjednoczone | 3 | 2 | 0 | 1 | 9  | 6  | +3  | 4   |
| 3.  | Łotwa             | 3 | 1 | 0 | 2 | 7  | 8  | −1  | 2   |
| 4.  | Włochy            | 3 | 0 | 0 | 3 | 3  | 14 | −11 | 0   |

      = awans do drugiej fazy pucharowej
      = faza o utrzymanie
Wyniki
| 27 kwietnia 2002 | Włochy | 2:5 | Stany Zjednoczone | Löfbergs Lila Arena, Karlstad |

| Szczegóły      | Szczegóły                                                    | Szczegóły       | Szczegóły | Szczegóły                                                                  |
| -------------- | ------------------------------------------------------------ | --------------- | --- | -------------------------------------------------------------------------- |
| Godzina: 15:15 | Margoni (Sacratini) 41:14 M. De Toni (Gruber, Timpone) 47:39 | (0:2, 0:1, 2:2) | 07:09 Park (Eaton) 18:34 Hilbert (Mowers) 39:35 Hilbert (Rohloff, Eaton) 40:10 Park 49:59 Konowalchuk (Sacco) | Widzów: 6 785 Sędzia główny: Mihálik Sędziowie liniowi: Peltonen, Karlsson |
| Godzina: 15:15 | 6 min. kar                                                   |                 | 3 min. kar | Widzów: 6 785 Sędzia główny: Mihálik Sędziowie liniowi: Peltonen, Karlsson |

| 27 kwietnia 2002 | Kanada | 4:1 | Łotwa | Löfbergs Lila Arena, Karlstad |

| Szczegóły      | Szczegóły                                                                     | Szczegóły       | Szczegóły                              | Szczegóły                                                                |
| -------------- | ----------------------------------------------------------------------------- | --------------- | -------------------------------------- | ------------------------------------------------------------------------ |
| Godzina: 19:05 | Schlegel 07:58 McDonald 29:17 Matvichuk (Morrow) 41:19 Brewer (Heatley) 49:47 | (1:1, 1:0, 2:0) | 13:53 Panteļejevs (Žoltoks, Beļavskis) | Widzów: 7 040 Sędzia główny: Šindler Sędziowie liniowi: Stricker, Coenen |
| Godzina: 19:05 | 5 min. kar                                                                    |                 | 4 min. kar                             | Widzów: 7 040 Sędzia główny: Šindler Sędziowie liniowi: Stricker, Coenen |

| 29 kwietnia 2002 | Kanada | 5:0 | Włochy | Löfbergs Lila Arena, Karlstad |

| Szczegóły      | Szczegóły | Szczegóły       | Szczegóły  | Szczegóły                                                               |
| -------------- | --- | --------------- | ---------- | ----------------------------------------------------------------------- |
| Godzina: 16:00 | McDonald (Brewer) 25:57 Cleary (Wright) 36:16 Cleary (McDonald) 37:23 Smyth (Brewer) 54:31 Whitney (Schaefer) 58:02 | (0:0, 3:0, 2:0) |            | Widzów: 5 569 Sędzia główny: Larking Sędziowie liniowi: Karlsson, Waśko |
| Godzina: 16:00 | 5 min. kar |                 | 9 min. kar | Widzów: 5 569 Sędzia główny: Larking Sędziowie liniowi: Karlsson, Waśko |

| 29 kwietnia 2002 | Stany Zjednoczone | 3:2 | Łotwa | Löfbergs Lila Arena, Karlstad |

| Szczegóły      | Szczegóły                                                                  | Szczegóły       | Szczegóły                                               | Szczegóły                                                                   |
| -------------- | -------------------------------------------------------------------------- | --------------- | ------------------------------------------------------- | --------------------------------------------------------------------------- |
| Godzina: 20:00 | Sacco (Donato) 00:20 Plante (Park) 13:21 Sacco (Donato, Konowalchuk) 18:10 | (3:0, 0:1, 0:1) | 31:41 Ņiživijs (Macijevskis 43:52 Panteļejevs (Žoltoks) | Widzów: 5 952 Sędzia główny: Pakaslahti Sędziowie liniowi: Peltonen, Coenen |
| Godzina: 20:00 | 3 min. kar                                                                 |                 | 3 min. kar                                              | Widzów: 5 952 Sędzia główny: Pakaslahti Sędziowie liniowi: Peltonen, Coenen |

| 30 kwietnia 2002 | Łotwa | 4:1 | Włochy | Löfbergs Lila Arena, Karlstad |

| Szczegóły      | Szczegóły | Szczegóły       | Szczegóły                 | Szczegóły                                                               |
| -------------- | --- | --------------- | ------------------------- | ----------------------------------------------------------------------- |
| Godzina: 16:00 | Ozoliņš (Sorokins) 08:37 Beļavskis (Ozoliņš) 17:39 Tambijevs (Cipruss) 22:30 Fanduļs (Sorokins, Laviņš) 24:56 | (2:0, 2:1, 0:0) | 36:05 Sacratini (Ramoser) | Widzów: 7 715 Sędzia główny: Mihálik Sędziowie liniowi: Stricker, Waśko |
| Godzina: 16:00 | 6 min. kar |                 | 5 min. kar                | Widzów: 7 715 Sędzia główny: Mihálik Sędziowie liniowi: Stricker, Waśko |

| 30 kwietnia 2002 | Stany Zjednoczone | 1:2 | Kanada | Löfbergs Lila Arena, Karlstad |

| Szczegóły      | Szczegóły              | Szczegóły       | Szczegóły                                                            | Szczegóły                                                               |
| -------------- | ---------------------- | --------------- | -------------------------------------------------------------------- | ----------------------------------------------------------------------- |
| Godzina: 20:00 | Donato (Hilbert) 17:51 | (1:0, 0:0, 0:2) | 42:54 Smyth (Comrie, Williams) 55:50 J. Wright (T. Wright, McGillis) | Widzów: 7 715 Sędzia główny: Lepaus Sędziowie liniowi: Coenen, Karlsson |
| Godzina: 20:00 | 5 min. kar             |                 | 2 min. kar                                                           | Widzów: 7 715 Sędzia główny: Lepaus Sędziowie liniowi: Coenen, Karlsson |

## Druga faza grupowa

### Grupa E
Tabela
| Lp. | Zespół            | M | Z | R | P | G+ | G- | +/- | Pkt |
| --- | ----------------- | - | - | - | - | -- | -- | --- | --- |
| 1.  | Czechy            | 5 | 5 | 0 | 0 | 25 | 11 | +14 | 10  |
| 2.  | Kanada            | 5 | 4 | 0 | 1 | 13 | 10 | +3  | 8   |
| 3.  | Stany Zjednoczone | 5 | 2 | 1 | 2 | 13 | 11 | +2  | 5   |
| 4.  | Niemcy            | 5 | 2 | 1 | 2 | 14 | 14 | 0   | 5   |
| 5.  | Szwajcaria        | 5 | 1 | 0 | 4 | 8  | 18 | −10 | 2   |
| 6.  | Łotwa             | 5 | 0 | 0 | 5 | 10 | 19 | −9  | 0   |

      = awans do ćwierćfinału
Wyniki
| 2 maja 2002 | Stany Zjednoczone | 3:0 | Szwajcaria | Löfbergs Lila Arena, Karlstad |

| Szczegóły      | Szczegóły                                                    | Szczegóły       | Szczegóły  | Szczegóły                                                                 |
| -------------- | ------------------------------------------------------------ | --------------- | ---------- | ------------------------------------------------------------------------- |
| Godzina: 16:00 | Murphy (Leopold) 05:40 Park 19:35 Konowalchuk (Donato) 20:46 | (2:0, 1:0, 0:0) |            | Widzów: 3 010 Sędzia główny: Lepaus Sędziowie liniowi: Svensson, Biriukow |
| Godzina: 16:00 | 4 min. kar                                                   |                 | 3 min. kar | Widzów: 3 010 Sędzia główny: Lepaus Sędziowie liniowi: Svensson, Biriukow |

| 2 maja 2002 | Czechy | 3:1 | Łotwa | Kinnarps Arena, Jönköping |

| Szczegóły      | Szczegóły                                                          | Szczegóły       | Szczegóły               | Szczegóły                                                                |
| -------------- | ------------------------------------------------------------------ | --------------- | ----------------------- | ------------------------------------------------------------------------ |
| Godzina: 20:00 | Jágr (Špaček) 00:29<br<Procházka (Sýkora) 07:44 59:58 Kubina 59:58 | (2:0, 0:0, 1:1) | 45:27 Cipruss (Rēdlihs) | Widzów: 2 321 Sędzia główny: Johnsen Sędziowie liniowi: Coenen, Karlsson |
| Godzina: 20:00 | 6 min. kar                                                         |                 | 2 min. kar              | Widzów: 2 321 Sędzia główny: Johnsen Sędziowie liniowi: Coenen, Karlsson |

| 2 maja 2002 | Kanada | 3:1 | Niemcy | Löfbergs Lila Arena, Karlstad |

| Szczegóły      | Szczegóły                                                             | Szczegóły       | Szczegóły                 | Szczegóły                                                                   |
| -------------- | --------------------------------------------------------------------- | --------------- | ------------------------- | --------------------------------------------------------------------------- |
| Godzina: 20:00 | Comrie (Williams) 04:51 Smyth (Patirck) 39:12 McDonald (Brewer) 51:02 | (1:1, 1:0, 1:0) | 12:30 Hynes (Loth, Benda) | Widzów: 3 000 Sędzia główny: Mihálik Sędziowie liniowi: Popovič, Staniforth |
| Godzina: 20:00 | 4 min. kar                                                            |                 | 2 min. kar                | Widzów: 3 000 Sędzia główny: Mihálik Sędziowie liniowi: Popovič, Staniforth |

| 3 maja 2002 | Szwajcaria | 2:3 | Kanada | Löfbergs Lila Arena, Karlstad |

| Szczegóły      | Szczegóły                                      | Szczegóły       | Szczegóły                                                                           | Szczegóły                                                                   |
| -------------- | ---------------------------------------------- | --------------- | ----------------------------------------------------------------------------------- | --------------------------------------------------------------------------- |
| Godzina: 16:00 | Aeschlimann (Steinegger) 34:00 Rüthemann 58:05 | (0:0, 1:0, 1:3) | 42:13 Heatley (Williams) 48:04 Brewer (Whitney) 51:26 McDonald (J. Wright, Whitney) | Widzów: 3 096 Sędzia główny: Karabanow Sędziowie liniowi: Svensson, Popovič |
| Godzina: 16:00 | 3 min. kar                                     |                 | 4 min. kar                                                                          | Widzów: 3 096 Sędzia główny: Karabanow Sędziowie liniowi: Svensson, Popovič |

| 3 maja 2002 | Niemcy | 3:2 | Łotwa | Löfbergs Lila Arena, Karlstad |

| Szczegóły      | Szczegóły                                                        | Szczegóły       | Szczegóły                                           | Szczegóły                                                                |
| -------------- | ---------------------------------------------------------------- | --------------- | --------------------------------------------------- | ------------------------------------------------------------------------ |
| Godzina: 20:00 | Rumrich (Reichel, Ustorf) 18:02 Blank (Soccio) 53:15 Hynes 59:27 | (1:1, 0:1, 2:0) | 02:52 Semjonovs (Ozoliņš) 22:38 Beļavskis (Žoltoks) | Widzów: 4 278 Sędzia główny: Lepaus Sędziowie liniowi: Biriukow, Makarow |
| Godzina: 20:00 | 4 min. kar                                                       |                 | 4 min. kar                                          | Widzów: 4 278 Sędzia główny: Lepaus Sędziowie liniowi: Biriukow, Makarow |

| 4 maja 2002 | Czechy | 5:4 | Stany Zjednoczone | Kinnarps Arena, Jönköping |

| Szczegóły      | Szczegóły | Szczegóły       | Szczegóły                                                                                    | Szczegóły                                                                |
| -------------- | --- | --------------- | -------------------------------------------------------------------------------------------- | ------------------------------------------------------------------------ |
| Godzina: 15:15 | Patera (Moravec, Procházka) 03:26 Moravec (Patera, Kuba) 06:38 Čajánek (Ujčík, Vlasák) 14:25 Jágr (Kubina, Špaček) 20:45 Procházka (Moravec) 44:58 | (3:1, 1:3, 1:0) | 07:49 Clark 22:33 Clark (Reasoner, Weinrich) 25:35 La Couture (Plante) 35:23 Murphy (Mowers) | Widzów: 4 923 Sędzia główny: Lärking Sędziowie liniowi: Karlsson, Coenen |
| Godzina: 15:15 | 1 min. kar |                 | 3 min. kar                                                                                   | Widzów: 4 923 Sędzia główny: Lärking Sędziowie liniowi: Karlsson, Coenen |

| 5 maja 2002 | Stany Zjednoczone | 2:2 | Niemcy | Löfbergs Lila Arena, Karlstad |

| Szczegóły      | Szczegóły                                                       | Szczegóły       | Szczegóły                       | Szczegóły                                                                     |
| -------------- | --------------------------------------------------------------- | --------------- | ------------------------------- | ----------------------------------------------------------------------------- |
| Godzina: 15:15 | Mowers (Rasmussen, Tamer) 08:39 Plante (Park, La Couture) 50:47 | (1:0, 0:1, 1:1) | 26:44 Loth 47:50 Benda (Soccio) | Widzów: 5 619 Sędzia główny: Karabanow Sędziowie liniowi: Makarow, Staniforth |
| Godzina: 15:15 | 6 min. kar                                                      |                 | 4 min. kar                      | Widzów: 5 619 Sędzia główny: Karabanow Sędziowie liniowi: Makarow, Staniforth |

| 5 maja 2002 | Kanada | 1:5 | Czechy | Kinnarps Arena, Jönköping |

| Szczegóły      | Szczegóły              | Szczegóły       | Szczegóły | Szczegóły                                                                     |
| -------------- | ---------------------- | --------------- | --- | ----------------------------------------------------------------------------- |
| Godzina: 19:00 | Staios (Heatley) 42:05 | (0:2, 0:0, 1:3) | 05:37 Čajánek 10:50 Hrdina (Hlinka, Jágr) 45:31 Sýkora (Výborný) 46:43 Patera (Procházka) 58:21 Klesla (Kuba) | Widzów: 4 213 Sędzia główny: Pakaslahti Sędziowie liniowi: Peltonen, Karlsson |
| Godzina: 19:00 | 7 min. kar             |                 | 0 min. kar | Widzów: 4 213 Sędzia główny: Pakaslahti Sędziowie liniowi: Peltonen, Karlsson |

| 5 maja 2002 | Łotwa | 4:6 | Szwajcaria | Löfbergs Lila Arena, Karlstad |

| Szczegóły      | Szczegóły                                                                                       | Szczegóły       | Szczegóły | Szczegóły                                                                 |
| -------------- | ----------------------------------------------------------------------------------------------- | --------------- | --- | ------------------------------------------------------------------------- |
| Godzina: 19:00 | Laviņš 24:31 Vītoliņš (Cipruss, Bondarevs) 43:40 Ozoliņš 50:42 Kerčs (Žoltoks, Beļavskis) 58:55 | (0:0, 1:3, 3:3) | 22:18 Jeannin 26:24 Plüss (Streit, Vauclair) 30:34 Wischer (Christen) 53:53 Jeannin (Streit) 57:06 Aeschlimann (k.) 59:36 Jeannin (Plüss) | Widzów: 5 459 Sędzia główny: Mihálik Sędziowie liniowi: Popovič, Svensson |
| Godzina: 19:00 | 6 min. kar                                                                                      |                 | 6 min. kar | Widzów: 5 459 Sędzia główny: Mihálik Sędziowie liniowi: Popovič, Svensson |

### Grupa F
Tabela
| Lp. | Zespół    | M | Z | R | P | G+ | G- | +/- | Pkt |
| --- | --------- | - | - | - | - | -- | -- | --- | --- |
| 1.  | Szwecja   | 5 | 4 | 0 | 1 | 19 | 7  | +12 | 8   |
| 2.  | Finlandia | 5 | 4 | 0 | 1 | 12 | 6  | +6  | 8   |
| 3.  | Słowacja  | 5 | 4 | 0 | 1 | 20 | 15 | +5  | 8   |
| 4.  | Rosja     | 5 | 1 | 1 | 3 | 13 | 15 | −2  | 3   |
| 5.  | Ukraina   | 5 | 1 | 1 | 3 | 10 | 20 | −10 | 3   |
| 6.  | Austria   | 5 | 0 | 0 | 5 | 12 | 23 | −11 | 0   |

      = awans do ćwierćfinału
Wyniki
| 2 maja 2002 | Finlandia | 3:1 | Austria | Scandinavium, Göteborg |

| Szczegóły      | Szczegóły                                                                  | Szczegóły       | Szczegóły                       | Szczegóły                                                                 |
| -------------- | -------------------------------------------------------------------------- | --------------- | ------------------------------- | ------------------------------------------------------------------------- |
| Godzina: 16:00 | Lydman (Ojanen) 15:40 Timonen (Karalahti) 44:56 Koivisto (Pärssinen) 54:08 | (1:0, 0:0, 2:1) | 58:12 Setzinger (Salfi, Lavoie) | Widzów: 4 500 Sędzia główny: Lichtnecker Sędziowie liniowi: Barvíř, Linke |
| Godzina: 16:00 | 6 min. kar                                                                 |                 | 7 min. kar                      | Widzów: 4 500 Sędzia główny: Lichtnecker Sędziowie liniowi: Barvíř, Linke |

| 2 maja 2002 | Szwecja | 1:2 | Słowacja | Scandinavium, Göteborg |

| Szczegóły      | Szczegóły                 | Szczegóły       | Szczegóły                              | Szczegóły                                                                    |
| -------------- | ------------------------- | --------------- | -------------------------------------- | ---------------------------------------------------------------------------- |
| Godzina: 20:00 | Andersson (Johnson) 04:53 | (1:0, 0:0, 0:2) | 47:46 Šatan 49:41 Milo (Somík, Štrbák) | Widzów: 5 744 Sędzia główny: Šindler Sędziowie liniowi: Carpentier, Kronborg |
| Godzina: 20:00 | 5 min. kar                |                 | 7 min. kar                             | Widzów: 5 744 Sędzia główny: Šindler Sędziowie liniowi: Carpentier, Kronborg |

| 3 maja 2002 | Rosja | 3:3 | Ukraina | Scandinavium, Göteborg |

| Szczegóły      | Szczegóły                                                                               | Szczegóły       | Szczegóły                                                                         | Szczegóły                                                                |
| -------------- | --------------------------------------------------------------------------------------- | --------------- | --------------------------------------------------------------------------------- | ------------------------------------------------------------------------ |
| Godzina: 16:00 | Tkaczenko (Koznow, Antipow) 25:13 Bykow (Prokopjew) 34:34 Żukow (Karpow, Bucajew) 44:01 | (0:2, 2:1, 1:0) | 05:16 Cyrul (Kasianczuk) 14:53 Szyriajew (Procenko) 26:50 Szachrajczuk (Sawienko) | Widzów: 3 582 Sędzia główny: Mariconda Sędziowie liniowi: Redding, Linke |
| Godzina: 16:00 | 3 min. kar                                                                              |                 | 5 min. kar                                                                        | Widzów: 3 582 Sędzia główny: Mariconda Sędziowie liniowi: Redding, Linke |

| 3 maja 2002 | Słowacja | 6:3 | Austria | Scandinavium, Göteborg |

| Szczegóły      | Szczegóły | Szczegóły       | Szczegóły                                                                                                | Szczegóły                                                                        |
| -------------- | --- | --------------- | --- | -------------------------------------------------------------------------------- |
| Godzina: 20:00 | Tomík (Štrbák) 04:10 Országh (Nagy) 08:55 Pavlikovský (Nagy, Lintner) 12:52 Višňovský (Handzuš) 40:38 Lintner (Šatan, Bondra) 44:54 Bartečko (Pucher, Petrovický) 55:55 | (3:0, 0:2, 3:1) | 28:14 Setzinger (Trattnig, Pöck) 31:43 Hohenberger (P. Lukas, Unterluggauer) 54:58 Kalt (Ulrich, Lavoie) | Widzów: 3 795 Sędzia główny: Hutchinson Sędziowie liniowi: Brodnicki, Carpentier |
| Godzina: 20:00 | 9 min. kar |                 | 8 min. kar                                                                                               | Widzów: 3 795 Sędzia główny: Hutchinson Sędziowie liniowi: Brodnicki, Carpentier |

| 4 maja 2002 | Szwecja | 7:0 | Ukraina | Scandinavium, Göteborg |

| Szczegóły      | Szczegóły | Szczegóły       | Szczegóły  | Szczegóły                                                                |
| -------------- | --- | --------------- | ---------- | ------------------------------------------------------------------------ |
| Godzina: 15:15 | Weinhandl (Zetterberg, K. Johnsson) 01:26 Andersson (Davidsson, Mathias Johansson) 02:47 Axelsson (Johnson, Huselius) 21:00 Dahlén (A. Johansson 39:39 Huselius (Axelsson, Sundin) 51:01 Johnson (Weinhandl, Zetterberg) 58:17 Dahlén (Liv) 58:35 | (2:0, 2:0, 3:0) |            | Widzów: 9 759 Sędzia główny: Johnsen Sędziowie liniowi: Kronborg, Barvíř |
| Godzina: 15:15 | 10 min. kar |                 | 1 min. kar | Widzów: 9 759 Sędzia główny: Johnsen Sędziowie liniowi: Kronborg, Barvíř |

| 4 maja 2002 | Finlandia | 1:0 | Rosja | Scandinavium, Göteborg |

| Szczegóły      | Szczegóły             | Szczegóły       | Szczegóły  | Szczegóły                                                                   |
| -------------- | --------------------- | --------------- | ---------- | --------------------------------------------------------------------------- |
| Godzina: 19:00 | Ojanen (Hagman) 04:34 | (1:0, 0:0, 0:0) |            | Widzów: 9 698 Sędzia główny: Šindler Sędziowie liniowi: Carpentier, Redding |
| Godzina: 19:00 | 6 min. kar            |                 | 8 min. kar | Widzów: 9 698 Sędzia główny: Šindler Sędziowie liniowi: Carpentier, Redding |

| 5 maja 2002 | Szwecja | 4:2 | Finlandia | Scandinavium, Göteborg |

| Szczegóły      | Szczegóły | Szczegóły       | Szczegóły                                                          | Szczegóły                                                                    |
| -------------- | --- | --------------- | ------------------------------------------------------------------ | ---------------------------------------------------------------------------- |
| Godzina: 19:00 | Huselius (Axelsson) 11:39 Tjärnqvist (Zetterberg, Weinhandl) 40:54 Rhodin (Andersson) 53:03 T. Johansson 56:06 | (1:1, 0:1, 3:0) | 8:59 Nummelin (Rintanen, Kallio) 25:45 Hagman (Niinimaa, Helminen) | Widzów: 9 227 Sędzia główny: Hutchinson Sędziowie liniowi: Barvíř, Brodnicki |
| Godzina: 19:00 | 6 min. kar |                 | 4 min. kar                                                         | Widzów: 9 227 Sędzia główny: Hutchinson Sędziowie liniowi: Barvíř, Brodnicki |

| 6 maja 2002 | Austria | 2:3 | Ukraina | Scandinavium, Göteborg |

| Szczegóły      | Szczegóły                                          | Szczegóły       | Szczegóły                                                                                         | Szczegóły                                                                    |
| -------------- | -------------------------------------------------- | --------------- | ------------------------------------------------------------------------------------------------- | ---------------------------------------------------------------------------- |
| Godzina: 16:00 | Kalt (Brandner) 17:12 Brandner (Hohenberger) 36:49 | (1:0, 1:1, 0:2) | 21:32 Kłymentjew (Szachrajczuk, Sawienko) 40:11 Szachrajczuk (Chrystycz, Szyriajew) 50:15 Cyrul - | Widzów: 2 304 Sędzia główny: Lärking Sędziowie liniowi: Staniforth, Stricker |
| Godzina: 16:00 | 6 min. kar                                         |                 | 7 min. kar                                                                                        | Widzów: 2 304 Sędzia główny: Lärking Sędziowie liniowi: Staniforth, Stricker |

| 6 maja 2002 | Rosja | 4:6 | Słowacja | Scandinavium, Göteborg |

| Szczegóły      | Szczegóły | Szczegóły       | Szczegóły | Szczegóły                                                                     |
| -------------- | --- | --------------- | --- | ----------------------------------------------------------------------------- |
| Godzina: 20:00 | Gusmanow (Zatonski) 25:21 Koznow (Riabykin, Żukow) 26:34 Prokopjew (Zatonski, Suszynski) 31:14 Suszynski 42:32 | (0:3, 3:2, 1:1) | 07:57 Šatan (Višňovský, Čierny) 09:26 Nagy (Pavlikovský, Šatan) 18:09 Bondra 26:34 Bondra (Lintner) 34:09 Handzuš (Bondra) 47:37 Milo (Országh, Nagy) | Widzów: 2 867 Sędzia główny: Hutchinson Sędziowie liniowi: Brodnicki, Reading |
| Godzina: 20:00 | 9 min. kar |                 | 12 min. kar | Widzów: 2 867 Sędzia główny: Hutchinson Sędziowie liniowi: Brodnicki, Reading |

## Faza o utrzymanie

### Grupa G
Tabela
| Lp. | Zespół   | M | Z | R | P | G+ | G- | +/- | Pkt |
| --- | -------- | - | - | - | - | -- | -- | --- | --- |
| 1.  | Słowenia | 3 | 3 | 0 | 0 | 12 | 5  | +7  | 6   |
| 2.  | Polska   | 3 | 2 | 0 | 1 | 12 | 7  | +5  | 4   |
| 3.  | Włochy   | 3 | 1 | 0 | 2 | 7  | 11 | −4  | 2   |
| 4.  | Japonia  | 3 | 0 | 0 | 3 | 7  | 15 | −8  | 0   |

      = spadek do I Dywizji
Reprezentacja Japonii jako przedstawiciel Dalekiego Wschodniu uniknęła spadku do I Dywizji.
Wyniki
| 2 maja 2002 | Słowenia | 4:3 | Japonia | Kinnarps Arena, Jönköping |

| Szczegóły      | Szczegóły                                                                                               | Szczegóły       | Szczegóły                                                           | Szczegóły                                                                     |
| -------------- | --- | --------------- | ------------------------------------------------------------------- | ----------------------------------------------------------------------------- |
| Godzina: 12:00 | Šahraj (Kontrec, Brodnik) 02:07 Rodman (Vnuk) 16:31 Kontrec (Jan) 19:41 Brodnik (Šahraj, Kontrec) 21:39 | (3:0, 1:3, 0:0) | 27:50 Suzuki (K. Ito) 28:27 Fujita (Kabori) 38:15 T. Nihei (Suzuki) | Widzów: 5 098 Sędzia główny: Pakaslahti Sędziowie liniowi: Peltonen, Stricker |
| Godzina: 12:00 | 6 min. kar                                                                                              |                 | 4 min. kar                                                          | Widzów: 5 098 Sędzia główny: Pakaslahti Sędziowie liniowi: Peltonen, Stricker |

| 2 maja 2002 | Polska | 5:1 | Włochy | Kinnarps Arena, Jönköping |

| Szczegóły      | Szczegóły | Szczegóły       | Szczegóły               | Szczegóły     |
| -------------- | --- | --------------- | ----------------------- | ------------- |
| Godzina: 16:00 | Oliwa (Płachta) 05:40 Różański (Justka) 25:52 Demkowicz (Różański, Płachta) 33:25 Czerkawski (Pysz, Płachta) 34:25 Laszkiewicz (Oliwa) 46:33 | (1:0, 3:0, 1:1) | 44:20 Chelodi (Timpone) | Widzów: 2 068 |
| Godzina: 16:00 | 5 min. kar |                 | 9 min. kar              | Widzów: 2 068 |

| 3 maja 2002 | Polska | 2:4 | Słowenia | Kinnarps Arena, Jönköping |

| Szczegóły      | Szczegóły                                 | Szczegóły       | Szczegóły                                                                                                 | Szczegóły                                                                  |
| -------------- | ----------------------------------------- | --------------- | --- | -------------------------------------------------------------------------- |
| Godzina: 16:00 | Gonera 41:06 Parzyszek (Czerkawski) 59:46 | (0:0, 0:1, 2:3) | 33:28 Polončič (Razingar) 48:35 Rodman (Vnuk, Razingar) 49:28 Kontrec (Jan, Zupančič) 51:59 Kontrec (Jan) | Widzów: 1 964 Sędzia główny: Larking Sędziowie liniowi: Stricker, Peltonen |
| Godzina: 16:00 | 4 min. kar                                |                 | 3 min. kar                                                                                                | Widzów: 1 964 Sędzia główny: Larking Sędziowie liniowi: Stricker, Peltonen |

| 3 maja 2002 | Japonia | 2:6 | Włochy | Kinnarps Arena, Jönköping |

| Szczegóły      | Szczegóły                                | Szczegóły       | Szczegóły | Szczegóły                                                                  |
| -------------- | ---------------------------------------- | --------------- | --- | -------------------------------------------------------------------------- |
| Godzina: 20:00 | Yule (Fujita) 10:58 Sakai (Kabori) 24:24 | (1:0, 1:4, 0:2) | 23:27 Busillo (Mansi, Sacratini) 29:52 Timpone (Sacratini, Mansi) 29:52 Helfer (Lorenzi, L. De Toni) 36:25 Timpone (Topatigh) 45:50 Ramoser (Borgatello) 53:03 Mansi (Lorenzi) | Widzów: 1 964 Sędzia główny: Larking Sędziowie liniowi: Stricker, Peltonen |
| Godzina: 20:00 | 4 min. kar                               |                 | 3 min. kar | Widzów: 1 964 Sędzia główny: Larking Sędziowie liniowi: Stricker, Peltonen |

| 5 maja 2002 | Słowenia | 4:0 | Włochy | Kinnarps Arena, Jönköping |

| Szczegóły      | Szczegóły                                                                                              | Szczegóły       | Szczegóły  | Szczegóły                                                               |
| -------------- | --- | --------------- | ---------- | ----------------------------------------------------------------------- |
| Godzina: 11:00 | Zupančič 10:36 Razingar (Bešlagič, Vnuk) 15:50 Rodman (Ciglenečki) 24:19 Razingar (Vnuk, Rodman) 38:42 | (2:0, 2:0, 0:0) |            | Widzów: 2 764 Sędzia główny: Mariconda Sędziowie liniowi: Coenen, Linke |
| Godzina: 11:00 | 2 min. kar                                                                                             |                 | 5 min. kar | Widzów: 2 764 Sędzia główny: Mariconda Sędziowie liniowi: Coenen, Linke |

| 5 maja 2002 | Polska | 5:2 | Japonia | Kinnarps Arena, Jönköping |

| Szczegóły      | Szczegóły | Szczegóły       | Szczegóły                        | Szczegóły                                                               |
| -------------- | --- | --------------- | -------------------------------- | ----------------------------------------------------------------------- |
| Godzina: 15:15 | Płachta (Łabuz, Gonera) 12:04 Klisiak (Laszkiewicz, Gonera) 22:22 Śmiełowski (Czerkawski, Płachta) 27:44 Klisiak (Parzyszek) 34:28 Czerkawski (Różański) 47:45 | (1:0, 3:1, 1:1) | 32:28 Fujita (Yule) 56:52 Fujita | Widzów: 2 931 Sędzia główny: Johnsen Sędziowie liniowi: Stricker, Waśko |
| Godzina: 15:15 | 3 min. kar |                 | 4 min. kar                       | Widzów: 2 931 Sędzia główny: Johnsen Sędziowie liniowi: Stricker, Waśko |

## Faza pucharowa
|  |                         |                   |                        |                        |   |           |                         |                         |                         |                         |                   |       |       |
|  | Ćwierćfinały            | Ćwierćfinały      | Ćwierćfinały           |                        |   | Półfinały | Półfinały               | Półfinały               |                         |                         | Finał             | Finał | Finał |
|  | Ćwierćfinały            | Ćwierćfinały      | Ćwierćfinały           |                        |   | Półfinały | Półfinały               | Półfinały               |                         |                         | Finał             | Finał | Finał |
|  | 7 maja 2002 - Göteborg  |                   |                        |                        |   |           |                         |                         |                         |                         |                   |       |       |
|  |                         |                   |                        |                        |   |           |                         |                         |                         |                         |                   |       |       |
|  | Finlandia               | Finlandia         | 3                      |                        |   |           |                         |                         |                         |                         |                   |       |       |
|  | Finlandia               | Finlandia         | 3                      | 9 maja 2002 - Göteborg |   |           |                         |                         |                         |                         |                   |       |       |
|  | Stany Zjednoczone       | Stany Zjednoczone | 1                      |                        |   |           |                         |                         |                         |                         |                   |       |       |
|  | Stany Zjednoczone       | Stany Zjednoczone | 1                      |                        |   | Finlandia | Finlandia               | 2                       |                         |                         |                   |       |       |
|  | 7 maja 2002 - Jönköping |                   |                        |                        |   | Finlandia | Finlandia               | 2                       |                         |                         |                   |       |       |
|  |                         |                   | Rosja                  | Rosja                  | 3 |           |                         |                         |                         |                         |                   |       |       |
|  | Czechy                  | Czechy            | Rosja                  | Rosja                  | 3 | 1         |                         |                         |                         |                         |                   |       |       |
|  | Czechy                  | Czechy            |                        |                        |   | 1         | 11 maja 2002 - Göteborg |                         |                         |                         |                   |       |       |
|  | Rosja                   | Rosja             | 3                      |                        |   |           |                         |                         |                         |                         |                   |       |       |
|  | Rosja                   | Rosja             | 3                      |                        |   | Rosja     | Rosja                   | 3                       |                         |                         |                   |       |       |
|  | 7 maja 2002 - Göteborg  |                   |                        |                        |   | Rosja     | Rosja                   | 3                       |                         |                         |                   |       |       |
|  |                         |                   | Słowacja               | Słowacja               | 4 |           |                         |                         |                         |                         |                   |       |       |
|  | Szwecja                 | Szwecja           | Słowacja               | Słowacja               | 4 | 6         |                         |                         |                         |                         |                   |       |       |
|  | Szwecja                 | Szwecja           | 9 maja 2002 - Göteborg |                        |   | 6         |                         |                         |                         |                         |                   |       |       |
|  | Niemcy                  | Niemcy            | 2                      |                        |   |           |                         |                         |                         |                         |                   |       |       |
|  | Niemcy                  | Niemcy            | 2                      |                        |   | Szwecja   | Szwecja                 | 2                       | Mecz o 3. miejsce       | Mecz o 3. miejsce       | Mecz o 3. miejsce |       |       |
|  | 7 maja 2002 – Karlstad  |                   |                        |                        |   | Szwecja   | Szwecja                 | 2                       | Mecz o 3. miejsce       | Mecz o 3. miejsce       | Mecz o 3. miejsce |       |       |
|  |                         |                   | Słowacja               | Słowacja               | 3 |           |                         | 10 maja 2002 - Göteborg | 10 maja 2002 - Göteborg | 10 maja 2002 - Göteborg |                   |       |       |
|  | Kanada                  | Kanada            | Słowacja               | Słowacja               | 3 | 2         |                         | 10 maja 2002 - Göteborg | 10 maja 2002 - Göteborg | 10 maja 2002 - Göteborg |                   |       |       |
|  | Kanada                  | Kanada            |                        |                        |   |           |                         | Finlandia               | Finlandia               | 3                       |                   |       |       |
|  | Słowacja                | Słowacja          | 3                      |                        |   |           |                         |                         | Finlandia               | 3                       |                   |       |       |
|  | Słowacja                | Słowacja          | 3                      |                        |   |           |                         | Szwecja                 | Szwecja                 | 5                       |                   |       |       |
|  |                         |                   |                        |                        |   |           |                         |                         | Szwecja                 | 5                       |                   |       |       |

### Ćwierćfinały
| 7 maja 2002 | Finlandia | 3:1 | Stany Zjednoczone | Scandinavium, Göteborg |

| Szczegóły      | Szczegóły                                                                            | Szczegóły       | Szczegóły                  | Szczegóły     |
| -------------- | ------------------------------------------------------------------------------------ | --------------- | -------------------------- | ------------- |
| Godzina: 16:00 | Rintanen (Kallio) 33:50 Jokinen (Pärssinen) 35:21 Viitakoski (Lind, Markkanen) 50:03 | (0:0, 2:0, 1:1) | 52:00 La Couture (Hatcher) | Widzów: 9 341 |
| Godzina: 16:00 | 3 min.                                                                               |                 | 3 min.                     | Widzów: 9 341 |

| 7 maja 2002 | Szwecja | 6:2 | Niemcy | Scandinavium, Göteborg |

| Szczegóły      | Szczegóły | Szczegóły       | Szczegóły                            | Szczegóły      |
| -------------- | --- | --------------- | ------------------------------------ | -------------- |
| Godzina: 20:00 | Axelsson (Huselius, K. Johnsson) 9:18 Sundin (Zetterberg) 31:15 Hedin (Andersson, Nylander) 36:50 Huselius (Näslund, Tjärnqvist) 49:15 Sundin (Näslund, Huselius) 52:24 Näslund (Huselius, Sundin) 55:16 | (1:2, 2:0, 3:0) | 17:35 Ehrhoff 19:59 Soccio (Ehrhoff) | Widzów: 10 064 |
| Godzina: 20:00 | 5 min. |                 | 8 min.                               | Widzów: 10 064 |

| 7 maja 2002 | Czechy | 1:3 | Rosja | Kinnarps Arena, Jönköping |

| Szczegóły      | Szczegóły                     | Szczegóły       | Szczegóły                                                                                  | Szczegóły     |
| -------------- | ----------------------------- | --------------- | ------------------------------------------------------------------------------------------ | ------------- |
| Godzina: 20:00 | Hrdina (Hlinka, Sýkora) 23:58 | (0:1, 1:1, 0:1) | 15:47 Koznow (Guśkow, Tkačenko) 28:27 Karpow (Kalinin, Kowalenko) 40:22 Karpow (Kowalenko) | Widzów: 4 903 |
| Godzina: 20:00 | 3 min.                        |                 | 7 min.                                                                                     | Widzów: 4 903 |

| 7 maja 2002 | Kanada | 2:3 | Słowacja | Löfbergs Lila Arena, Karlstad |

| Szczegóły      | Szczegóły                                     | Szczegóły       | Szczegóły                                                               | Szczegóły     |
| -------------- | --------------------------------------------- | --------------- | ----------------------------------------------------------------------- | ------------- |
| Godzina: 10:00 | Heatley (Whitney) 12:45 Smyth (Patirck) 23:59 | (1:0, 1:1, 0:2) | 39:59 Bondra (Pálffy) 43:47 Šatan (Handzuš, Milo) 44:37 Bondra (Pálffy) | Widzów: 6 000 |
| Godzina: 10:00 | 3 min.                                        |                 | 3 min.                                                                  | Widzów: 6 000 |

### Półfinały
| 9 maja 2002 | Rosja | 3:2 pk | Finlandia | Scandinavium, Göteborg |

| Szczegóły | Szczegóły                                                | Szczegóły                      | Szczegóły                                                             | Szczegóły     |
| --------- | -------------------------------------------------------- | ------------------------------ | --------------------------------------------------------------------- | ------------- |
|           | Zatonski (Suszynski) 10:19 Afinogienow (Sawczenkow 29:40 | (1:1, 1:1, 0:0 d. 0:0, k. 1:0) | 04:37 Karalahti (Timonen, Helminen) 20:48 Hagman (Miettinen, Timonen) | Widzów: 9 797 |
| 10 min.   |                                                          | 6 min.                         |                                                                       | Widzów: 9 797 |

| 9 maja 2002 | Szwecja | 2:3 pk | Słowacja | Scandinavium, Göteborg |

| Szczegóły | Szczegóły                                                           | Szczegóły                    | Szczegóły                                   | Szczegóły      |
| --------- | ------------------------------------------------------------------- | ---------------------------- | ------------------------------------------- | -------------- |
|           | Axelsson (Dahlén, A. Johansson) 17:02 T. Johansson (Nylander) 31:44 | (1:0, 1:1, 0:1 d.0:0 k. 0:1) | 35:32 Országh (Pálffy) 58:02 Šatan (Pálffy) | Widzów: 10 854 |
| 6 min.    |                                                                     | 5 min.                       |                                             | Widzów: 10 854 |

### Mecz o 3. miejsce
| 10 maja 2002 | Finlandia | 3:5 | Szwecja | Scandinavium, Göteborg |

| Szczegóły      | Szczegóły                                                                 | Szczegóły       | Szczegóły | Szczegóły                                                                |
| -------------- | ------------------------------------------------------------------------- | --------------- | --- | ------------------------------------------------------------------------ |
| Godzina: 19:00 | Tomi Kallio (Tuulola, Norrena) 04:39 Hagman 08:56 Rintanen (Ojanen) 21:33 | (2:0, 1:3, 0:2) | 23:22 Johan Davidsson (M. Johansson) 34:21 Mattias Weinhandl (Nylander) 38:44 Thomas Rhodin (Falk) 53:54 Rhodin (Zetterberg, Jönsson) 59:53 Falk | Widzów: 9 817 Sędzia główny: Šindler Sędziowie liniowi: Popovič, Makarow |
| Godzina: 19:00 | 8 min.                                                                    |                 | 7 min. | Widzów: 9 817 Sędzia główny: Šindler Sędziowie liniowi: Popovič, Makarow |

### Finał
| 11 maja 2002 | Rosja | 3:4 | Słowacja | Scandinavium, Göteborg |

| Szczegóły      | Szczegóły                                                                                | Szczegóły       | Szczegóły                                                                                         | Szczegóły                                                                       |
| -------------- | ---------------------------------------------------------------------------------------- | --------------- | ------------------------------------------------------------------------------------------------- | ------------------------------------------------------------------------------- |
| Godzina: 19:00 | Suszynski (Zatonski, Prokopjew) 23:27 Antipow (Karpow) 42:09 Suszynski (Prokopjew) 54:15 | (0:2, 1:1, 2:1) | 0:22 Višňovský (Stümpel) 12:10 Bondra (Šatan, Pálffy) 26:59 Šatan (Handzuš) 58:20 Bondra (Pálffy) | Widzów: 11 591 Sędzia główny: Pakaslahti Sędziowie liniowi: Carpentier, Redding |
| Godzina: 19:00 | 10 min.                                                                                  |                 | 8 min.                                                                                            | Widzów: 11 591 Sędzia główny: Pakaslahti Sędziowie liniowi: Carpentier, Redding |

## Statystyki

### Zawodnicy z pola
| Lp. | Zawodnik                 | Mecze | Gole |
| --- | ------------------------ | ----- | ---- |
| 1.  | Peter Bondra             | 9     | 7    |
| 2.  | Marcel Rodman            | 6     | 6    |
| 3.  | Dieter Kalt              | 6     | 5    |
| 4.  | Ulf Dahlén               | 9     | 5    |
| 4.  | Niklas Hagman            | 9     | 5    |
| 4.  | Kristian Huselius        | 9     | 5    |
| 4.  | Miroslav Šatan           | 9     | 5    |
| 8.  | Jean-Jacques Aeschlimann | 6     | 4    |
| 8.  | Wadym Szachrajczuk       | 6     | 4    |

| Lp. | Zawodnik          | Mecze | Asysty |
| --- | ----------------- | ----- | ------ |
| 1.  | Miroslav Šatan    | 9     | 8      |
| 2.  | Tomaž Vnuk        | 6     | 7      |
| 3.  | Jan Benda         | 7     | 7      |
| 4.  | Henrik Zetterberg | 9     | 7      |
| 5.  | Žigmund Pálffy    | 3     | 6      |
| 6.  | Michael Nylander  | 8     | 6      |
| 7.  | Kristian Huselius | 9     | 6      |
| 8.  | Jaroslav Hlinka   | 7     | 5      |
| 9.  | Timo Pärssinen    | 9     | 5      |

| Lp. | Zawodnik          | Mecze | Gole | Asysty | Punkty |
| --- | ----------------- | ----- | ---- | ------ | ------ |
| 1.  | Miroslav Šatan    | 9     | 5    | 8      | 13     |
| 2.  | Kristian Huselius | 9     | 5    | 6      | 11     |
| 3.  | Peter Bondra      | 9     | 7    | 2      | 9      |
| 4.  | Jaromír Jágr      | 7     | 4    | 4      | 8      |
| 5.  | Richard Lintner   | 9     | 4    | 4      | 8      |
| 6.  | Timo Pärssinen    | 9     | 3    | 5      | 8      |
| 7.  | Jan Benda         | 7     | 1    | 7      | 8      |
| 8.  | Marcel Rodman     | 6     | 6    | 1      | 7      |
| 9.  | Ulf Dahlén        | 9     | 5    | 2      | 7      |

| Lp. | Zawodnik          | Mecze | Gole | Asysty | Punkty |
| --- | ----------------- | ----- | ---- | ------ | ------ |
| 1.  | Richard Lintner   | 9     | 4    | 4      | 8      |
| 2.  | Jan Benda         | 7     | 1    | 7      | 8      |
| 3.  | Pavel Kubina      | 7     | 3    | 4      | 7      |
| 4.  | Thomas Rhodin     | 9     | 4    | 1      | 5      |
| 5.  | Daniel Tjärnqvist | 9     | 3    | 2      | 5      |
| 6.  | Dušan Milo        | 9     | 3    | 2      | 5      |
| 7.  | Eric Brewer       | 7     | 2    | 3      | 5      |
| 8.  | Christian Ehrhoff | 7     | 2    | 3      | 5      |
| 9.  | Jere Karalahti    | 9     | 2    | 3      | 5      |

| Lp. | Zawodnik          | Mecze | +/- |
| --- | ----------------- | ----- | --- |
| 1.  | Peter Bondra      | 9     | 12  |
| 2.  | Pierre Hedin      | 9     | 10  |
| 3.  | Thomas Rhodin     | 9     | 10  |
| 4.  | Pavel Kubina      | 7     | 9   |
| 4.  | Jaroslav Špaček   | 7     | 9   |
| 6.  | Jonas Johnson     | 9     | 9   |
| 7.  | Kristian Huselius | 9     | 7   |
| 8.  | Michal Broš       | 7     | 6   |
| 9.  | Jörgen Jönsson    | 9     | 6   |

| Lp. | Zawodnik         | Mecze | Minuty |
| --- | ---------------- | ----- | ------ |
| 1.  | Tyler Wright     | 7     | 33     |
| 2.  | Len Soccio       | 7     | 31     |
| 3.  | Yōsuke Kon       | 6     | 29     |
| 4.  | Edo Terglav      | 6     | 27     |
| 5.  | Daniel Kreutzer  | 7     | 27     |
| 6.  | Krzysztof Oliwa  | 6     | 22     |
| 7.  | Walerij Karpow   | 9     | 22     |
| 7.  | Richard Lintner  | 9     | 22     |
| 7.  | Dmitrij Zatonski | 9     | 22     |

### Klasyfikacje bramkarzy
| Lp. | Zawodnik               | Mecze | %      |
| --- | ---------------------- | ----- | ------ |
| 1.  | Ryan Miller            | 5     | 94,96% |
| 2.  | Jussi Markkanen        | 9     | 93,71% |
| 3.  | Maksim Sokołow         | 7     | 93,41% |
| 4.  | Kostiantyn Simczuk     | 6     | 93,28% |
| 5.  | Tommy Salo             | 9     | 92,13% |
| 6.  | Ján Lašák              | 7     | 92,13% |
| 7.  | Jean-Sébastien Giguère | 7     | 92,08% |
| 8.  | Milan Hnilička         | 5     | 91,74% |
| 9.  | Jegor Podomacki        | 8     | 90,63% |

| Lp. | Zawodnik               | Mecze | #    |
| --- | ---------------------- | ----- | ---- |
| 1.  | Jussi Markkanen        | 9     | 1,40 |
| 2.  | Ryan Miller            | 5     | 1,76 |
| 3.  | Milan Hnilička         | 5     | 1,81 |
| 4.  | Jean-Sébastien Giguère | 7     | 1,89 |
| 5.  | Tommy Salo             | 9     | 1,96 |
| 6.  | Kostiantyn Simczuk     | 6     | 2,02 |
| 7.  | Maksim Sokołow         | 7     | 2,27 |
| 8.  | Ján Lašák              | 7     | 2,28 |
| 9.  | Marc Seliger           | 5     | 2,60 |

## Wyróżnienia indywidualne
- Najlepsi zawodnicy wybrani przez dyrektoriat turnieju:
  - Najlepszy bramkarz:  Maksim Sokołow
  - Najlepszy obrońca:  Daniel Tjärnqvist
  - Najlepszy napastnik:  Niklas Hagman
  - MVP:  Miroslav Šatan

- Drużyna Gwiazd wybrany w głosowaniu dziennikarzy:
  - Bramkarz:  Maksim Sokołow
  - Obrońcy:  Richard Lintner,  Thomas Rhodin
  - Napastnicy:  Peter Bondra,  Niklas Hagman,  Miroslav Šatan

## Składy medalistów
| Złoto Słowacja | Ján Lašák, Miroslav Šimonovič, Rastislav Staňa – Jerguš Bača, Ladislav Čierny, Radoslav Hecl, Richard Lintner, Dušan Milo, Peter Smrek, Martin Štrbák, Ľubomír Višňovský – Peter Bondra, Ľuboš Bartečko, Michal Handzuš, Miroslav Hlinka, Ladislav Nagy, Vladimír Országh, Žigmund Pálffy, Rastislav Pavlikovský, Róbert Petrovický, Peter Pucher, Miroslav Šatan, Radovan Somík, Jozef Stümpel, Róbert Tomík, Marek Uram Trener: Ján Filc                                                           |
| Srebro Rosja   | Jegor Podomacki, Maksim Sokołow, Wiktor Czistow – Dmitrij Bykow, Aleksandr Guśkow, Sergiej Gusiew, Aleksandr Judin, Dmitrij Kalinin, Dmitrij Riabykin, Siergiej Żukow, Anton Wołczenkow, Siergiej Wyszedkiewicz – Maksim Afinogienow, Władimir Antipow, Wiaczesław Bucajew, Rawil Gusmanow, Walerij Karpow, Aleksiej Koznow, Andriej Kowalenko, Roman Laszenko, Aleksandr Prokopjew, Andriej Razin, Dmitrij Zatonski, Aleksandr Sawczenkow, Maksim Suszynski, Iwan Tkaczenko Trener: Boris Michajłow |
| Brąz Szwecja   | Stefan Liv, Tommy Salo, Rolf Wanhainen – Per Gustafsson, Pierre Hedin, Magnus Johansson, Thomas Johansson, Kim Johnsson, Thomas Rhodin, Ronnie Sundin, Daniel Tjärnqvist – Niklas Andersson, Per Johan Axelsson, Ulf Dahlén, Johan Davidsson, Nichlas Falk, Kristian Huselius, Andreas Johansson, Mathias Johansson, Jonas Johnson, Jörgen Jönsson, Markus Näslund, Michael Nylander, Mattias Weinhandl, Henrik Zetterberg Trener: Hardy Nilsson                                                     |

## Klasyfikacja końcowa
| Msc. | Reprezentacja     |
| ---- | ----------------- |
|      | Słowacja          |
|      | Rosja             |
|      | Szwecja           |
| 4    | Finlandia         |
| 5    | Czechy            |
| 6    | Kanada            |
| 7    | Stany Zjednoczone |
| 8    | Niemcy            |
| 9    | Ukraina           |
| 10   | Szwajcaria        |
| 11   | Łotwa             |
| 12   | Austria           |
| 13   | Słowenia          |
| 14   | Polska            |
| 15   | Włochy            |
| 16   | Japonia           |

| Spadek do I Dywizji w 2003: | Polska, Włochy  |
| Awans do Elity w 2003:      | Białoruś, Dania |

| Mistrz świata     |
| ----------------- |
| Słowacja 1. Tytuł |